# Jessie R. Fauset
Jessie R. Fauset (Fredericksville, 27 aprile 1882 – Filadelfia, 30 aprile 1961) è stata una scrittrice, poetessa, saggista, romanziera ed educatrice statunitense; la sua opera letteraria ha contribuito a plasmare la letteratura afroamericana negli anni '20, poiché la sua attenzione era rivolta a ritrarre un'immagine veritiera della vita e della storia afroamericana. I suoi personaggi di fantasia di colore erano professionisti che lavoravano, un concetto inconcepibile per la società americana di quel tempo. Le sue trame erano legate a temi come la discriminazione razziale, il “passaggio” e il femminismo.

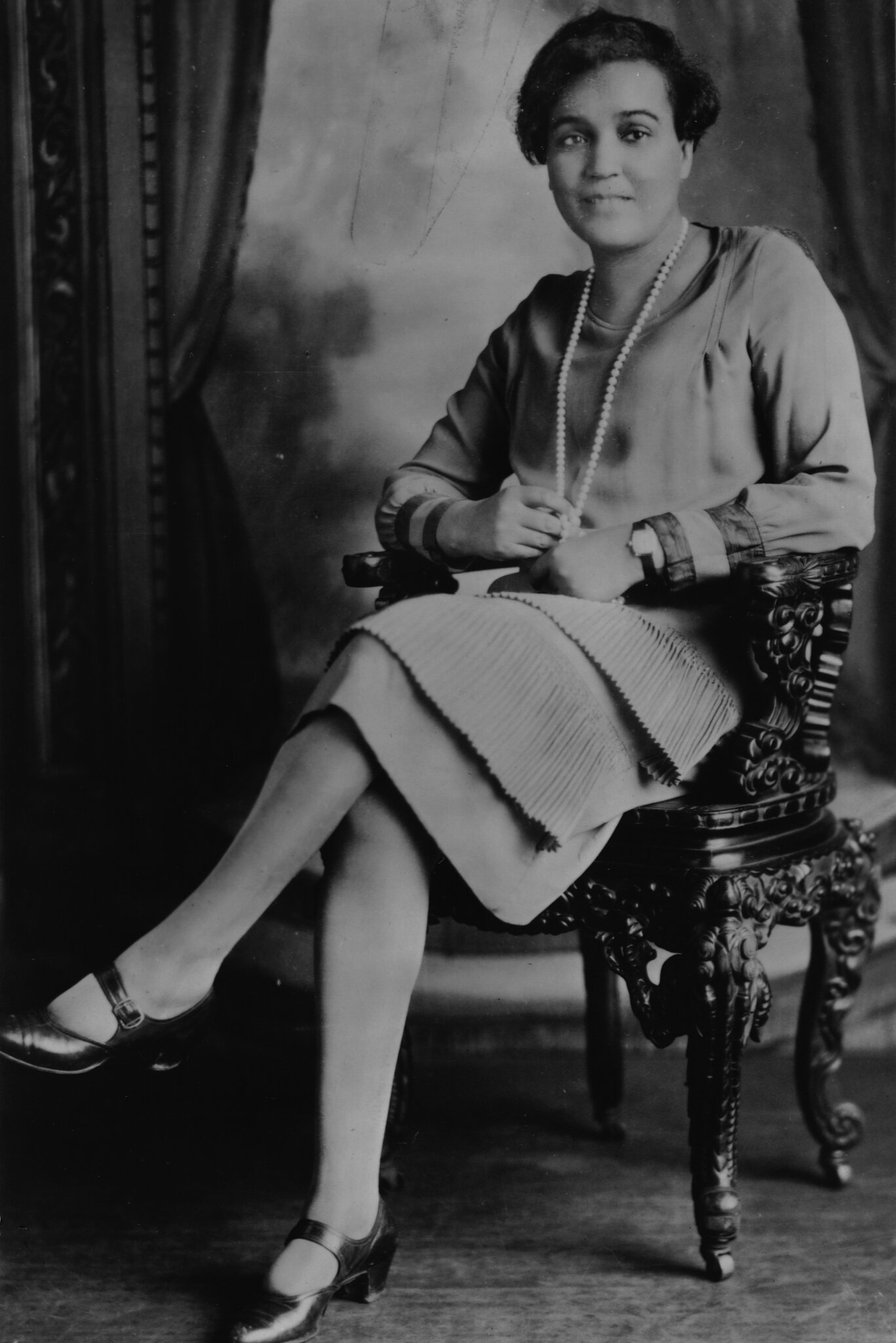
Ritratto di Jessie Redmon Fauset (1882-1961)

Dal 1919 al 1926, la posizione della Fauset come redattrice letteraria di The Crisis, una rivista della NAACP, le consentì di contribuire al Rinascimento di Harlem, promuovendo opere letterarie legate ai movimenti sociali dell'epoca. Attraverso il suo lavoro di redattrice e recensitrice letteraria, incoraggiò gli scrittori neri a rappresentare la comunità afroamericana in modo realistico e positivo.
Prima e dopo aver lavorato a The Crisis, è stata per decenni insegnante di francese nelle scuole pubbliche di Washington e New York. Negli anni Venti e Trenta ha pubblicato quattro romanzi, nei quali ha espresso la vita della classe media nera. È stata anche direttrice e coautrice della rivista per bambini afroamericani The Brownies' Book.
È nota per aver scoperto e fatto da mentore ad altri scrittori afroamericani, tra cui Langston Hughes, Jean Toomer, Countee Cullen e Claude McKay.

## Vita e opere
Nacque, con il nome di Jessie Redmona Fauset (in seguito Jessie Redmon Fauset), il 27 aprile 1882 a Fredericksville, contea di Camden, Snow Hill Center Township, New Jersey (ora Lawnside, New Jersey).
Era la settima figlia di Redmon Fauset, un ministro della Chiesa episcopale metodista africana, e Annie (nata Seamon) Fauset. La madre di Jessie morì quando lei era piccola e suo padre si risposò. Ebbe tre figli con la sua seconda moglie Bella, una donna ebrea bianca che si convertì al cristianesimo. Bella portò in famiglia tre figli avuti dal primo matrimonio. Entrambi i genitori diedero molta importanza all'istruzione dei figli. Il suo fratellastro era l'antropologo e attivista per i diritti civili Arthur Fauset. Suo padre morì quando lei era piccola; due dei suoi fratellastri avevano meno di cinque anni. Frequentò la Philadelphia High School for Girls, la scuola più prestigiosa della città. Si diplomò come migliore della classe e probabilmente fu la prima afroamericana a diplomarsi. Voleva studiare al Bryn Mawr College, e a chi si diplomava come migliore della Girls' High veniva tradizionalmente assegnata una borsa di studio per il college. Ma il presidente del Bryn Mawr, M. Carey Thomas, raccolse fondi per consentire alla Fauset di frequentare invece l'Università Cornell. Carey Thomas avrebbe impedito a qualsiasi studente nero o ebreo di frequentare Bryn Mawr durante il suo mandato.

Continuò la sua formazione alla Cornell University, nello stato di New York, laureandosi nel 1905 in lingue classiche. Durante il periodo trascorso alla Cornell University, dal 1903 a parte del 1904, visse al Sage College. Fu insignita del premio Phi Beta Kappa. Per molti anni fu considerata la prima donna di colore ammessa alla Phi Beta Kappa Society, ma ricerche successive rivelarono che in realtà la prima era stata Mary Annette Anderson. In seguito ottenne un master in francese presso l'Università della Pennsylvania (1919).

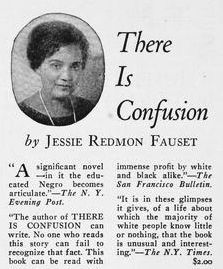
Pubblicità per There is Confusion

Dopo l'università divenne insegnante alla Dunbar High School (allora chiamata M Street High School), la scuola superiore accademica per studenti neri a Washington, che aveva un sistema scolastico pubblico segregato. Insegnava francese e latino e d'estate andava a Parigi per studiare alla Sorbona.
Nel 1919 lasciò l'insegnamento per diventare redattrice letteraria di The Crisis, fondata da W. E. B. Du Bois della NAACP. Ricoprì tale carica fino al 1926. Divenne membro della NAACP e la rappresentò al Pan African Congress nel 1921. Dopo il suo discorso al congresso, la sorellanza Delta Sigma Theta la nominò membro onorario.
Nel 1926 lasciò The Crisis e tornò a insegnare, questa volta alla DeWitt Clinton High School di New York, dove probabilmente insegnò a un giovane James Baldwin. Insegnò nelle scuole pubbliche di New York fino al 1944.
Nel 1929, all'età di 47 anni, si sposò per la prima volta con il broker assicurativo Herbert Harris. Si trasferirono da New York a Montclair, nel New Jersey, dove condussero una vita più tranquilla. Harris morì nel 1958. Lei tornò a Filadelfia con il fratellastro, uno dei figli di Bella. La Fauset morì il 30 aprile 1961 per una malattia cardiaca e fu sepolta al Cimitero di Eden a Collingdale, in Pennsylvania.

## Redattrice letteraria perThe Crisis
Il periodo in cui Jessie Fauset lavorò per The Crisis è considerato il più prolifico dal punto di vista letterario. Nel luglio del 1918 la Fauset iniziò a collaborare con The Crisis, inviando articoli per la rubrica “Looking Glass” dalla sua casa di Filadelfia. Nel luglio dell'anno successivo, il caporedattore W. E. B. Du Bois le chiese di trasferirsi a New York per diventare redattrice letteraria a tempo pieno. Nell'ottobre successivo, si trasferì nell'ufficio di The Crisis, dove si occupò rapidamente della maggior parte delle mansioni organizzative.
Come redattrice letteraria, promosse la carriera di molti degli autori più noti del Rinascimento di Harlem, tra cui Countee Cullen, Claude McKay, Jean Toomer, Nella Larsen, Georgia Douglas Johnson, Anne Spencer, George Schuyler, Arna Bontemps e Langston Hughes. Fu la prima a pubblicare Hughes. Come redattrice di The Brownies' Book, la rivista per bambini di The Crisis, aveva inserito alcune delle sue prime poesie. Nelle sue memorie The Big Sea, Hughes scrisse: “Jessie Fauset su The Crisis, Charles Johnson su Opportunity, e Alain Locke a Washington furono le persone che fecero nascere la cosiddetta Nuova Letteratura Negra”.
Oltre a promuovere la carriera di altri scrittori afroamericani modernisti, la Fauset contribuì anche in modo prolifico a The Crisis e The Brownies' Book. Durante il periodo trascorso su The Crisis, scrisse poesie e racconti brevi, oltre a un romanzo breve, traduzioni dal francese di scritti di autori neri europei e africani e una moltitudine di editoriali. Pubblicò anche resoconti dei suoi numerosi viaggi. In particolare include cinque saggi, tra cui “Dark Algiers the White”, che descrive in dettaglio il suo viaggio di sei mesi con Laura Wheeler Waring in Francia e Algeria nel 1925 e nel 1926.
Dopo otto anni come redattrice letteraria, trovò che i conflitti tra lei e Du Bois stavano iniziando a pesare. Nel febbraio 1927 rassegnò le dimissioni. Il mese successivo fu inserita nell'elenco dei “collaboratori editoriali”.
Dopo aver lasciato la rivista si concentrò sulla scrittura di romanzi, mentre si manteneva insegnando. Dal 1927 al 1944 insegnò francese alla DeWitt Clinton High School nel Bronx, continuando a pubblicare romanzi.

## Romanzi
Tra il 1924 e il 1933 la Fauset pubblicò quattro romanzi: There is Confusion (1924), Plum Bun (1928), The Chinaberry Tree (1931) e Comedy, American Style (1933). Credeva che il romanzo Birthright di Thomas Sigismund Stribling, scritto da un uomo bianco sulla vita dei neri, non potesse ritrarre appieno il suo popolo. Pensava che nella letteratura contemporanea mancassero rappresentazioni positive della vita degli afroamericani. Si impegnò a ritrarre la vita afroamericana nel modo più realistico e positivo possibile, scrivendo della vita della classe media che conosceva in quanto persona colta. Allo stesso tempo si sforzò di dar voce alle questioni contemporanee relative all'identità degli afroamericani, comprese quelle legate alla percezione del colore della pelle da parte della comunità. Molti erano di razza mista con qualche antenato europeo.
La Grande Migrazione portò molti afroamericani a trasferirsi nelle città industriali; in alcuni casi, gli individui sfruttarono questo cambiamento come libertà per provare nuove identità. Alcuni usarono la parziale ascendenza europea e l'aspetto per farsi passare per bianchi, per convenienza o vantaggio temporaneo: ad esempio, per ottenere un servizio migliore in un negozio o in un ristorante, o per ottenere un lavoro. Altri entrarono nella società bianca quasi in modo permanente per approfittare delle opportunità economiche e sociali, lasciandosi alle spalle a volte parenti dalla pelle più scura. Questo tema fu espresso anche da altri scrittori del Rinascimento di Harlem, oltre a lei stessa, che era di carnagione chiara e visibilmente di razza mista. Vashti Crutcher Lewis, in un saggio intitolato “L'egemonia mulatta nei romanzi di Jessie Redmon Fauset”, suggerisce che i romanzi dell'autrice illustrano l'evidenza di una gerarchia di colore, in cui i neri di carnagione più chiara godono di maggiori privilegi.
- There is Confusion fu ampiamente acclamato al momento della pubblicazione. Sul New York Times, Ernest Boyd scrisse: “Rispetto alla solita storia della vita dei neri, There is Confusion di Jessie Redmon Fauset assume le proporzioni di un libro importante; è ben scritto, così bene, infatti, che nessun membro del Ku Klux Klan potrebbe sopportarlo”.[19] Alain Locke nel suo articolo su The Crisis ha scritto: “Qui, in un piacevole contrasto con la maggior parte della narrativa sui neri, abbiamo un romanzo che parla di classi istruite e ambiziose”.[20] Questo romanzo ripercorre le storie familiari di Joanna Mitchell e Peter Bye, che devono fare i conti con le loro complesse storie razziali.
- Plum Bun ha suscitato l'attenzione della critica. Esprime il tema del "passaggio".[21] La protagonista di razza mista, Angela Murray, che ha parziali origini europee, si finge bianca per ottenere alcuni vantaggi. Nel corso del romanzo, alla fine, rivendica la sua identità afroamericana.
- The Chinaberry Tree non ha ottenuto molti consensi dalla critica. Ambientato nel New Jersey, questo romanzo esprime il desiderio di “rispettabilità” della classe media afroamericana contemporanea. La protagonista Laurentine cerca di superare il suo “cattivo sangue” sposando un uomo “decente”. Alla fine, Laurentine deve ridefinire il concetto di “rispettabile” mentre trova il proprio senso di identità.
- Comedy, American Style, l'ultimo romanzo della Fauset, esprime il potere distruttivo della “mania del colore”[10] tra gli afroamericani, alcuni dei quali discriminavano all'interno della comunità nera in base al colore della pelle. La madre della protagonista, Olivia, provoca la rovina degli altri personaggi a causa del suo stesso razzismo interiorizzato.

## Opinioni dei contemporanei
La Fauset fu molto ammirata da numerosi intellettuali letterari negli anni Venti. Il suo primo romanzo, There is Confusion, fu acclamato da Alain Locke nel numero di febbraio 1924 della rivista Crisis. Locke riteneva che il romanzo avrebbe “segnato un'epoca” perché credeva che fosse un materiale letterario colto che il lettore colto avrebbe apprezzato, poiché metteva in luce una classe superiore di persone di colore piuttosto che il solito tipo di personaggio “servo” che era stato ritratto nella letteratura del passato. Nel giugno 1924, sulla rivista accademica Opportunity, Montgomery Gregory, professore dell'Università Howard, elogiò l'opera della Fauset perché riteneva che avesse messo in luce gli “elementi migliori” della vita afroamericana “a coloro che ci conoscono solo come domestici, ‘zii’ o criminali”. Sebbene negli anni '20 la Fauset avesse conseguito molte recensioni positive per la sua opera letteraria, aveva anche ricevuto commenti negativi. La sua nuova prospettiva letteraria non era stata accolta a braccia aperte da tutti perché andava contro l'immagine stereotipata che i bianchi americani avevano degli afroamericani della classe media. Il primo editore che aveva visto il manoscritto di There is Confusion lo aveva rifiutato, dicendo che “i lettori bianchi semplicemente non si aspettano che i negri siano così”. Nonostante le discussioni contrastanti sull'opera della Fauset negli anni '20, negli anni '30 la gente smise di parlare di lei e divenne una scrittrice dimenticata. Locke riteneva che la gente avesse smesso di parlare della Fauset a causa di un cambiamento nel panorama letterario dovuto alla grande depressione e alla seconda guerra mondiale.

## Corrente accademica
Solo dopo gli anni '70, periodo di movimento femminista, iniziò a riconquistare consensi. Nel 1981, l'autrice Carolyn Wedin Sylvander scrisse un libro sulla Fauset, Jessie Redmon Fauset, Black American Writer, che analizza e mostra grande apprezzamento per i suoi romanzi, racconti e poesie. Altri critici come Wilbert Jenkins riconoscono il valore della Fauset nel suo saggio del 1986 “Jessie Fauset: A Modern Apostle of Black Racial Pride” per aver mostrato “consapevolezza della storia culturale afroamericana” e aver dimostrato come celebrare “l'identità nera”. Jenkins sostiene inoltre che la Fauset sia al pari delle altre prime femministe nere perché oltre a concentrarsi sull'identità razziale, esprime la "autocoscienza femminile". La Fauset è oggi riconosciuta come un'importante contributrice al Rinascimento di Harlem. La professoressa di letteratura americana e afroamericana Ann Dacille paragona la Fauset ad altri scrittori del Rinascimento di Harlem, tra cui Nella Larsen, per aver espresso il femminismo nella sua opera letteraria.

## Opere selezionate
Romanzi
- There Is Confusion (Boni & Liveright (US), Chapman & Hall (UK), 1924) (ISBN 1-55553-066-4) Disponibile online parzialmente.[27]
- Plum Bun: A Novel Without a Moral (1928) (un ulteriore studio sul fenomeno del passaggio razziale; ISBN 0-8070-0919-9)[28]
- The Chinaberry Tree: A Novel of American Life (1931) (ISBN 1-55553-207-1)
- Comedy, American Style (1933)

Poesie
- "Rondeau." The Crisis. Aprile 1912: 252.
- "La Vie C'est La Vie." The Crisis. Luglio 1922: 124.
- "'Courage!' He Said." The Crisis. Novembre 1929: 378
- "Dead Fires" 1309

Racconti brevi
- "Emmy." The Crisis. Dicembre 1912: 79–87; Gennaio 1913: 134–142.
- "My House and a Glimpse of My Life Therein." The Crisis. Luglio 1914: 143–145.
- "Double Trouble." The Crisis. Agosto 1923: 155–159; Settembre 1923: 205–209.

Saggi
- "Impressions of the Second Pan-African Congress." The Crisis. Novembre 1921: 12–18.
- "What Europe Thought of the Pan-African Congress." The Crisis. Dicembre 1921: 60–69.
- "The Gift of Laughter." In Locke, Alaine. The New Negro: An Interpretation. New York: A. e C. Boni, 1925.
- "Dark Algiers the White." The Crisis. 1925–26 (vol. 29–30): 255–258, 16–22.